# أل إبرامز
أل إبرامز (بالإنجليزية: Al Abrams)‏ هو كاتب رياضي وصحفي أمريكي، ولد في 29 فبراير 1904 في Hill District ‏ في الولايات المتحدة، وتوفي في 3 مارس 1977 في UPMC Mercy ‏ في الولايات المتحدة. كتب عدداً من الأوراق البحثية بين عامَي 1959 و2013 نشرتها جامعة ميشيغان.